# Manjaro
Manjaro Linux, o Manjaro, és una distribució de GNU/Linux de codi obert i lliure basada en el sistema operatiu Arch Linux. Es publica amb els entorns d'escriptori Xfce, KDE i GNOME. S'enfoca en la facilitat d'ús i l'accessibilitat, quan s'instal·la escaneja el sistema i instal·la els drivers necessaris. Empra el model de desenvolupament denominat rolling release, és a dir d'alliberament continu. Empra Pacman com a gestor de paquets amb suport per a Snap, Flatpak i AUR (Arch User Repository) i Steam per als jocs.

## Història
Manjaro fou llançada per primera vegada el 10 de juliol de 2011, com a derivada d'Arch Linux.
Durant el FOSDEM de febrer del 2024 fou presentat un ordinador personal de mà per a jocs. Rebia el nom d'Orange Pi Neo, fou desenvolupat pel grup xinès Shenzhen Xunlong, incorporava Ryzen 7 i una edició de la distribució específica anomenada Manjaro Gaming Edition. Aquesta és una versió immutable, afavorint els paquets de Flatpak, amb l'escriptori KDE Plasma i millores per a l'experiència d'usuari en el joc.
A mitjan de febrer de 2024, fou anunciat un portàtil per a jocs. Slimbook Manjaro era prensentat per a suportar els jocs més exigents amb facilitat. Desenvolupat per la companyia valenciana Slimbook, incorporava un Intel Core i7, una targeta gràfica NVIDIA i Manjaro Gaming Edition.